# Svømning under sommer-OL 2020 – 4x100 m medley (herrer)
4x100 m medley for herrer under Sommer-OL 2020 fandt sted den 30. juli og 1. august 2021. 

## Turneringsformat
Konkurrencen bliver afviklet med indledende heats og finale. Efter de indledende heats går de 8 bedste tider videre til finalen, hvor medaljerne bliver fordelt. 

## Tidsplan
Nedenstående tabel viser tidsplanen for afvikling af konkurrencen:
| Dato      | Tid | Runde  |
| --------- | --- | ------ |
| 31. juli  | TBD | Heats  |
| 2. august | TBD | Finale |

## Resultater

### Heats
| Placering | Heat | Bane | Nation                    | Svømmere | Tid     | Noter |
| --------- | ---- | ---- | ------------------------- | --- | ------- | ----- |
| 1         | 1    | 5    | Italien                   | Thomas Ceccon (53.20) Nicolò Martinenghi (57.94) Federico Burdisso (51.46) Alessandro Miressi (47.42)               | 3:30.02 | Q     |
| 2         | 2    | 4    | Storbritannien            | Luke Greenbank (53.79) James Wilby (59.16) James Guy (50.77) Duncan Scott (47.75)                                   | 3:31.47 | Q     |
| 3         | 2    | 5    | Ruslands Olympiske Komité | Grigoriy Tarasevich (53.20) Anton Chupkov (59.55) Mikhail Vekovishchev (51.20) Vladislav Grinev (47.71)             | 3:31.66 | Q     |
| 4         | 1    | 6    | Kina                      | Xu Jiayu (52.82) Yan Zibei (58.32) Sun Jiajun (51.81) He Junyi (48.77)                                              | 3:31.72 | Q     |
| 5         | 2    | 3    | Japan                     | Ryosuke Irie (53.20) Ryuya Mura (59.62) Naoki Mizunuma (51.42) Katsumi Nakamura (47.78)                             | 3:32.02 | Q     |
| 6         | 1    | 3    | Australien                | Mitch Larkin (53.46) Zac Stubblety-Cook (59.11) David Morgan (51.97) Kyle Chalmers (47.54)                          | 3:32.08 | Q     |
| 7         | 1    | 4    | USA                       | Hunter Armstrong (53.51) Andrew Wilson (59.20) Tom Shields (51.33) Blake Pieroni (48.25)                            | 3:32.29 | Q     |
| 8         | 1    | 1    | Canada                    | Markus Thormeyer (53.66) Gabe Mastromatteo (59.97) Joshua Liendo (50.92) Yuri Kisil (47.82)                         | 3:32.37 | Q     |
| 9         | 1    | 2    | Polen                     | Kacper Stokowski (54.67) Jan Kozakiewicz (59.24) Jakub Majerski (50.66) Jakub Kraska (48.05)                        | 3:32.62 | NR    |
| 10        | 2    | 2    | Frankrig                  | Yohann Ndoye Brouard (52.77) Antoine Viquerat (59.94) Léon Marchand (52.05) Mehdy Metella (48.65)                   | 3:33.41 |       |
| 11        | 2    | 7    | Tyskland                  | Marek Ulrich (54.52) Lucas Matzerath (58.70) Marius Kusch (52.38) Damian Wierling (48.48)                           | 3:34.08 |       |
| 12        | 1    | 7    | Hviderusland              | Mikita Tsmyh (55.50) Ilya Shymanovich (58.20) Yauhen Tsurkin (52.38) Artsiom Machekin (48.74)                       | 3:34.82 |       |
| 13        | 1    | 8    | Ungarn                    | Richárd Bohus (53.51) Tamás Takács (1:00.57) Hubert Kós (51.94) Péter Holoda (48.89)                                | 3:34.91 |       |
| 14        | 2    | 1    | Grækenland                | Eyaggelos Makrygiannis (54.07) Konstadinos Meretsolias (1:00.62) Andreas Vazaios (53.36) Apostolos Christou (48.23) | 3:36.28 |       |
| 15        | 2    | 6    | Brasilien                 | Guilherme Guido (54.11) Felipe Lima Vinicius Lanza Marcelo Chierighini                                              | DSQ     |       |
| 15        | 2    | 8    | Litauen                   | Danas Rapšys (54.71) Andrius Šidlauskas Deividas Margevičius Simonas Bilis                                          | DSQ     |       |

### Finale
| Placering                        | Bane | Nation                    | Svømmere                                                                                              | Tid     | Noter |
| -------------------------------- | ---- | ------------------------- | --- | ------- | ----- |
| 1                                | 1    | USA                       | Ryan Murphy (52.31) Michael Andrew (58.49) Caeleb Dressel (49.03) Zach Apple (46.95)                  | 3:26.78 | WR    |
| 2. plads, sølvmedaljemodtager(e) | 5    | Storbritannien            | Luke Greenbank (53.63) Adam Peaty (56.53) James Guy (50.27) Duncan Scott (47.08)                      | 3:27.51 | ER    |
| 3                                | 4    | Italien                   | Thomas Ceccon (52.52) Nicolò Martinenghi (58.11) Federico Burdisso (51.07) Alessandro Miressi (47.47) | 3:29.17 | NR    |
| 4                                | 3    | Ruslands Olympiske Komité | Evgeny Rylov (52.82) Kirill Prigoda (59.06) Andrey Minakov (50.31) Kliment Kolesnikov (47.03)         | 3:29.22 |       |
| 5                                | 7    | Australien                | Mitch Larkin (53.19) Zac Stubblety-Cook (58.67) Matthew Temple (50.78) Kyle Chalmers (46.96)          | 3:29.60 |       |
| 6                                | 2    | Japan                     | Ryosuke Irie (53.05) Ryuya Mura (58.94) Naoki Mizunuma (50.88) Katsumi Nakamura (47.04)               | 3:29.91 | AS    |
| 7                                | 8    | Canada                    | Markus Thormeyer (53.69) Gabe Mastromatteo (59.67) Joshua Liendo (51.02) Yuri Kisil (48.04)           | 3:32.42 |       |
| 8                                | 6    | Kina                      | Xu Jiayu (52.77) Yan Zibei (58.35) Sun Jiajun He Junyi                                                | DSQ     |       |